# Ben Cardin
Benjamin Louis Cardin (1943. október 5. –) amerikai politikus, Maryland szenátora 2007 és 2025 között. A Demokrata Párt tagja, korábban az Egyesült Államok Képviselőházának tagja volt Maryland 3. választókerületéből, 1987 és 2007 között. A marylandi Delegáltak Házában szolgált 1967 és 1987 között, illetve az elnöke volt 1979-tól 1987-ig, a legfiatalabb aki ebben a pozícióban volt. Fél évszázados karrierje alatt soha nem vesztett el országos és állami választást.
2006-ban választották meg először szenátornak, mikor legyőzte a republikánus Michael Steelet, a szavazatok 54%-ának megszerzésével. 2012-ben és 2018-ban is újraválasztották, utóbbi esetben a szavazatok 65%-át adták le rá.

## Választási eredmények
| Párt     | Jelölt                            | Szavazatok | %      |
| -------- | --------------------------------- | ---------- | ------ |
|          | Marvin Mandel (győztes)           | 25,161     | 13.29% |
|          | Alan M. Resnick (győztes)         | 23,644     | 12.48  |
|          | Sol J. Friedman (győztes)         | 22,279     | 11.76% |
|          | Rosalie Silber Abrams (győztes)   | 21,848     | 11.54% |
|          | Thomas J. S. Waxter Jr. (győztes) | 21,646     | 11.43% |
|          | Benjamin L. Cardin (győztes)      | 20,726     | 10.94% |
|          | Allen B. Spektor (győztes)        | 19,280     | 10.18% |
|          | James R. Spriggs                  | 9,423      | 4.98%  |
|          | Pearl Brown                       | 9,151      | 4.83%  |
|          | Ruth Schaeffer                    | 8,433      | 4.45%  |
|          | William H. Hemelt                 | 7,804      | 4.12%  |
| Összesen | Összesen                          | 189,395    | 100.0% |

| Párt     | Jelölt                                    | Szavazatok | %      |
| -------- | ----------------------------------------- | ---------- | ------ |
|          | Alan M. Resnick (győztes - hivatalban)    | 24,185     | 12.45% |
|          | Murray Abramson (győztes)                 | 23,798     | 12.25% |
|          | Benjamin L. Cardin (győztes - hivatalban) | 23,491     | 12.09% |
|          | Sol J. Friedman (győztes - hivatalban)    | 23,147     | 11.91% |
|          | Steven V. Sklar (győztes)                 | 22,716     | 11.69% |
|          | Walter R. Dean Jr. (győztes)              | 21,841     | 11.24% |
|          | Kenneth L. Webster (győztes)              | 21,011     | 10.81% |
|          | Burnett R. Davis                          | 6,043      | 3.11%  |
|          | John C. M. Scott                          | 5,866      | 3.02%  |
|          | Verdell Adair                             | 5,827      | 3.00%  |
|          | Thomas B. Mickle                          | 5,728      | 2.95%  |
|          | Samuel Barber                             | 5,590      | 2.88%  |
|          | Adelaide D. Sutherland                    | 5,065      | 2.61%  |
| Összesen | Összesen                                  | 194,308    | 100.0% |

| Párt     | Jelölt                                    | Szavazatok | %      |
| -------- | ----------------------------------------- | ---------- | ------ |
|          | Benjamin L. Cardin (győztes - hivatalban) | 12,869     | 33.80% |
|          | Steven V. Sklar (győztes - hivatalban)    | 12,744     | 33.47% |
|          | Murray Abramson (győztes - hivatalban)    | 12,466     | 32.74% |
| Összesen | Összesen                                  | 38,079     | 100.0% |

| Párt     | Jelölt                                    | Szavazatok | %      |
| -------- | ----------------------------------------- | ---------- | ------ |
|          | Benjamin L. Cardin (győztes - hivatalban) | 15,697     | 31.38% |
|          | Steven V. Sklar (győztes - hivatalban)    | 15,321     | 30.63% |
|          | David B. Shapiro (győztes)                | 12,837     | 25.66% |
|          | David R Blumberg                          | 6,165      | 12.33% |
| Összesen | Összesen                                  | 50,020     | 100.0% |

| Párt     | Jelölt                                    | Szavazatok | %      |
| -------- | ----------------------------------------- | ---------- | ------ |
|          | Benjamin L. Cardin (győztes - hivatalban) | 19,511     | 31.19% |
|          | James W. Campbell (győztes)               | 19,171     | 30.65% |
|          | Samuel I. Rosenberg (győztes)             | 18,476     | 29.54% |
|          | Allen G. Shoemaker                        | 2,706      | 4.33%  |
|          | Eleanor Holliday Cross                    | 2,691      | 4.30%  |
| Összesen | Összesen                                  | 62,555     | 100.0% |

| Párt     | Jelölt                | Szavazatok | %      |
| -------- | --------------------- | ---------- | ------ |
|          | Benjamin L. Cardin    | 69,980     | 82.17% |
|          | Edward A. Ellison Jr. | 4,422      | 5.19%  |
|          | John B. Ascher        | 4,085      | 4.80%  |
|          | Earl K. Koger, Sr.    | 3,714      | 4.36%  |
|          | Robert B. Lewis       | 2,968      | 3.49%  |
| Összesen | Összesen              | 85,169     | 100.0% |

| Párt     | Jelölt                  | Szavazatok | %      |
| -------- | ----------------------- | ---------- | ------ |
|          | Benjamin L. Cardin      | 100,161    | 79.11% |
|          | Ross Zimmerman Pierpont | 26,452     | 20.89% |
| Összesen | Összesen                | 126,613    | 100.0% |

| Párt     | Jelölt                          | Szavazatok | %      |
| -------- | ------------------------------- | ---------- | ------ |
|          | Benjamin L. Cardin (hivatalban) | 133,779    | 72.90% |
|          | Ross Zimmerman Pierpont         | 49,733     | 27.10% |
| Összesen | Összesen                        | 183,512    | 100.0% |

| Párt     | Jelölt                          | Szavazatok | %      |
| -------- | ------------------------------- | ---------- | ------ |
|          | Benjamin L. Cardin (hivatalban) | 82,545     | 69.73% |
|          | Harwood Nichols                 | 35,841     | 30.28% |
| Összesen | Összesen                        | 118,386    | 100.0% |

| Párt     | Jelölt                          | Szavazatok | %      |
| -------- | ------------------------------- | ---------- | ------ |
|          | Benjamin L. Cardin (hivatalban) | 163,354    | 73.50% |
|          | William T.S. Bricker            | 58,869     | 26,49% |
| FÜG      | James G. Fitzgerald             | 29         | 0.01%  |
| FÜG      | Eric Ashelman                   | 1          | 0.00%  |
| Összesen | Összesen                        | 222,253    | 100.0% |

| Párt     | Jelölt                          | Szavazatok | %      |
| -------- | ------------------------------- | ---------- | ------ |
|          | Benjamin L. Cardin (hivatalban) | 117,269    | 70.97% |
|          | Robert Ryan Tousey              | 47,966     | 29.03% |
| Összesen | Összesen                        | 165,235    | 100.0% |

| Párt     | Jelölt                          | Szavazatok | %      |
| -------- | ------------------------------- | ---------- | ------ |
|          | Benjamin L. Cardin (hivatalban) | 130,204    | 67.31% |
|          | Patrick L. McDonough            | 63,229     | 32.69% |
| Összesen | Összesen                        | 193,433    | 100.0% |

| Párt     | Jelölt                          | Szavazatok | %      |
| -------- | ------------------------------- | ---------- | ------ |
|          | Benjamin L. Cardin (hivatalban) | 137,501    | 77.61% |
|          | Colin Felix Harby               | 39,667     | 22.39% |
| Összesen | Összesen                        | 177,168    | 100.0% |

| Párt             | Jelölt                          | Szavazatok | %      |
| ---------------- | ------------------------------- | ---------- | ------ |
|                  | Benjamin L. Cardin (hivatalban) | 169,347    | 75.66% |
|                  | Colin Felix Harby               | 53,827     | 24.05% |
|                  | Joe Pomykala                    | 238        | 0.11%  |
| További jelöltek | További jelöltek                | 406        | 0.18%  |
| Összesen         | Összesen                        | 223,818    | 100.0% |

| Párt             | Jelölt                          | Szavazatok | %      |
| ---------------- | ------------------------------- | ---------- | ------ |
|                  | Benjamin L. Cardin (hivatalban) | 145,589    | 65.72% |
|                  | Scott Conwell                   | 75,721     | 34.18% |
| További jelöltek | További jelöltek                | 233        | 0.11%  |
| Összesen         | Összesen                        | 221,543    | 100.0% |

| Párt             | Jelölt                          | Szavazatok | %      |
| ---------------- | ------------------------------- | ---------- | ------ |
|                  | Benjamin L. Cardin (hivatalban) | 182,066    | 63.39% |
|                  | Robert P. Duckworth             | 97,008     | 33.78% |
|                  | Patsy A. Allen                  | 7,895      | 2.75%  |
| További jelöltek | További jelöltek                | 250        | 0.09%  |
| Összesen         | Összesen                        | 287,219    | 100.0% |

| Párt     | Jelölt                 | Szavazatok | %      |
| -------- | ---------------------- | ---------- | ------ |
|          | Benjamin L. Cardin     | 257,480    | 43.67% |
|          | Kweisi Mfume           | 238,907    | 40.52% |
|          | Joshua B. Rales        | 30,730     | 5.21%  |
|          | Dennis F. Rasmussen    | 10,997     | 1.87%  |
|          | Mike Schaefer          | 7,770      | 1.32%  |
|          | Allan Lichtman         | 6,916      | 1.17%  |
|          | Theresa C. Scaldaferri | 5,081      | 0.86%  |
|          | James H. Hutchinson    | 4,949      | 0.84%  |
|          | David Dickerson        | 3,950      | 0.67%  |
|          | A. Robert Kaufman      | 3,906      | 0.66%  |
|          | Anthony Jaworski       | 3,485      | 0.59%  |
|          | Thomas McCaskill       | 3,458      | 0.59%  |
|          | George T. Robinson     | 2,305      | 0.39%  |
|          | Bob Robinson           | 2,208      | 0.38%  |
|          | További jelöltek       | 7,428      | 1.26%  |
| Összesen | Összesen               | 589,569    | 100.0% |

| Párt             | Jelölt             | Szavazatok | %      |
| ---------------- | ------------------ | ---------- | ------ |
|                  | Benjamin L. Cardin | 965,477    | 54.21% |
|                  | Michael Steele     | 787,182    | 44.20% |
|                  | Kevin Zeese        | 27,564     | 1.55%  |
| FÜG              | Lih Y. Young       | 120        | 0.01%  |
| További jelöltek | További jelöltek   | 796        | 0.05%  |
| Összesen         | Összesen           | 1,781,139  | 100.0% |

| Párt             | Jelölt                          | Szavazatok | %      |
| ---------------- | ------------------------------- | ---------- | ------ |
|                  | Benjamin L. Cardin (hivatalban) | 1,474,028  | 55.98% |
|                  | Daniel Bongino                  | 693,291    | 26.33% |
| FÜG              | S. Rob Sobhani                  | 430,934    | 16.37% |
|                  | Dean Ahmad                      | 32,252     | 1.23%  |
| F-D              | Lih Y. Young                    | 163        | 0.01%  |
| FÜG              | Brandy C. Baker                 | 151        | 0.01%  |
| További jelöltek | További jelöltek                | 2,346      | 0.09%  |
| Összesen         | Összesen                        | 2,633,165  | 100.0% |

| Párt             | Jelölt                          | Szavazatok | %      |
| ---------------- | ------------------------------- | ---------- | ------ |
|                  | Benjamin L. Cardin (hivatalban) | 1,491,614  | 64.86% |
|                  | Antonio Wade Campbell           | 697,017    | 30.31% |
| FÜG              | Neal Simon                      | 85,964     | 3.74%  |
|                  | Arvin Vohra                     | 22,943     | 1.00%  |
| F-D              | Lih Y. Young                    | 364        | 0.02%  |
| FÜG              | Michael B. Puskar               | 247        | 0.01%  |
| További jelöltek | További jelöltek                | 1,650      | 0.07%  |
| Összesen         | Összesen                        | 2,299,799  | 100.0% |